# Faiditus ululans
Faiditus ululans är en spindelart som först beskrevs av O. Pickard-Cambridge 1880.  Faiditus ululans ingår i släktet Faiditus och familjen klotspindlar. Inga underarter finns listade i Catalogue of Life.